# نورالدین عافی
سید نورالدین عافی (زاده ۱۳۴۳ در محله خلجان تبریز) رزمنده و جانباز ۷۰٪ جنگ ایران و عراق است که کتاب خاطرات او به نام نورالدین پسر ایران باعث شناخته شدن وی در سطح کشور شد. این کتاب حاصل ۴۰ ساعت مصاحبه به زبان ترکی با موسی غیور است. معصومه سپهری در سال ۱۳۸۳ این مصاحبه‌ها پیاده کرده است.   عافی در سن ۱۶ سالگی وارد جبهه شد. او ابتدا به عنوان نیروی آزاد وارد لشکر ۳۱ عاشورا شد. سپس طی ۸۰ ماه حضور در جبهه، به عنوان غواص و فرماندهٔ دسته در جبهه‌های مختلف جنگید و بارها مجروح شد. در کتاب نورالدین، پسر ایران روایت‌هایی از عملیات بدر، والفجر هشت و کربلای چهار آمده است.